# くもりときどきミートボール
『くもりときどきミートボール』（Cloudy with a Chance of Meatballs）は、Judi Barrett（絵：Ron Barrett）の絵本、およびそれを原作としたアニメーション映画。

## 絵本
アメリカでは1978年に出版され、100万部を超えるベストセラーとなっている。日本では2004年にほるぷ出版から出版（訳：青山南）。
登場人物は名前も特徴も決まっておらず、「町に食べ物が降る」演出は劇中では架空の話の中のみとされている。また、後半は異常気象による町の混乱を描いている。

## 映画
ソニー・ピクチャーズ・アニメーションにより3DCGアニメーション映画として製作。日本では3D吹き替え版のみで、字幕版は上映されなかった。
映画化にあたり登場人物や舞台などの設定が付けられ、SFテイストを加えた冒険ストーリーとなっている。映像制作について、食べ物をカラフルなCGで再現し、食べ物が地面に落ちた時の様子やゼリーの質感などを正確に再現している。
ここでは第1作『くもりときどきミートボール』（Cloudy with a Chance of Meatballs）と第2作『くもりときどきミートボール2 フード・アニマル誕生の秘密』（Cloudy with a Chance of Meatballs 2）について記述する。

### あらすじ
第1作
大西洋の小島に建てられた港町「スワロー・フォールズ」。サーディン（イワシ）の缶詰が大量生産されていたことで有名だったが缶詰が売れなくなったため、島の住人が食べて処分する日々が続いていた。そんなスワロー・フォールズに住むフリントは発明家になることが夢だが発明品はことごとく失敗し、町の住民に迷惑がられていた。
ある日、サーディンばかり食べている町民達を救うため、水を食べ物に変えるマシン「FLDSMDFR」を開発。しかし大量の電力を要するため、フリントは町の電線から電力を供給するがFLDSMDFRはジェット噴射を起こして空の彼方へ飛んでいってしまう。その後、空の彼方に行ったFLDSMDFRは雲を吸い取り、大量のチーズバーガーを降らせたことで町の住人たちは大喜び。
その後、フリントは食べ物を降らせることで皆を大喜びさせ、町の人気者となっていくが、日が経つにつれてコントロールを乱していったFLDSMDFRは巨大化した食べ物を生産し始めてしまう。やがてFLDSMDFRは暴走し、全世界が食べ物の嵐に見舞われてしまう。
第2作
世界中に巨大な食べ物が降り注いだあの事件が去った後、フリントに壊されたはずのFLDSMDFRはスワロー・フォールズのある島の中央へと落下し、機能を停止した。
事件終結の直後、有能な発明家を集めている巨大企業「リブコー」の社員らがヘリコプターに乗って島に来訪。社員達がスワロー・フォールズを覆い尽くした巨大食べ物の撤去作業を行うため、島民達はリブコー本社のある「サンフランノゼ」に一時移住することに。さらにフリントはホログラムとして現れたリブコーの最高責任者・チェスターVに才能を認められ、めでたくリブコーの社員に任命される。スワロー・フォールズの住人たちはサンフランノゼに向けて出発するがFLDSMDFRが再起動したことをまだ知る由はなかった。
サンフランノゼでフリントはエリート社員「頭脳飛行士」の座を目指して発明を続けていたがその最中にチェスターVから指令を言い渡されてしまう。実はスワロー・フォールズでリブコーの頭脳飛行士たちが危険な生物に襲われているという連絡があったらしく、その危険な生物こそFLDSMDFRが生み出した生命体「フード・アニマル」だったのだ。
このままフード・アニマルを放置すれば、島外に出て被害を及ぼすと察知したチェスターVは島に戻ってFLDSMDFRを止めろとフリントに要請。指令を受けたフリントはサム達を呼び、ティムの船でスワロー・フォールズへ戻るが辿り着いた故郷の島は植物と食べ物に溢れたジャングルに変わり果てていた。上陸したフリント達は島を住処にした沢山のフード・アニマルに驚きながらも島中を探索していくが、チェスターVはフリントが仲間を連れて島に向かったことを知り、社員を連れて急行する。

### 登場人物
フリント・ロックウッド
主人公。スワロー・フォールズ在住。小さい頃から発明家になることを夢見ている。作る発明品は凄いものの、どれも欠陥が付き物で町民に迷惑がられている。いわゆる中二病キャラで、モチベーションを上げるために何気ない行動を大げさにやりたがる一方、科学のこと以外となると内向的で人付き合いが苦手な性格。
サム・スパークス
ヒロイン。ニューヨークのテレビ局に勤務する、見習いの天気リポーターの女の子。イベント中継とお天気中継の目的でスワロー・フォールズへ来訪し、ついにはフリントと相思相愛になる。気象レーダーを欲しがるほど気象科学好き。好物はゼリーでピーナッツアレルギー体質。幼少の頃はポニーテールで視力不良のためにメガネをかけていた。小学生の頃、容姿と気象科学好きが災いしてか同級生にからかわれ、容姿を変え気象科学好きの面を隠していた過去を持つ。フリントに惚れてからは本当の自分をさらけ出す様になった。2ではフリントの行動に協力する際、映画『ジュラシック・パーク』のヒロインと全く同じ服装で登場する。
ティム・ロックウッド
フリントの父。自宅から離れた釣具店を経営している。息子が行き詰まるとなぜか漁師のことわざを言って慰めようとするが、たいてい遠回しすぎて伝わらない。息子と同じで内向的で不器用で控え目な性格。最初は息子に釣具店を継いでほしいと願っていたが、息子の行動に協力するようになる。
フランシス･ロックウッド（第1作のみ）
フリントの母。夫のティムとは違い、フリントの発明家になるという夢に可能性があることを信じている。フリントが青年になった現在は故人となっている。
シェルボーン（第1作のみ）
スワロー･フォールズの市長。自分がでっかい市長と呼ばれたいと思い、街の復興のために売れなくなったサーディンを売るために市の予算を全部使って｢サーディンランド｣を建設するが、フリントの失敗で破壊される。その後はFLDSMDFRで町の悩みが解決した途端に私利私欲がすっかり暴走する。フリントを人気者に仕立て上げ、降って来る食べ物をどんどん食べていたため、後半では自身の望み通りにでっかい市長（超肥満体型）になってしまう。最後はフリントと揉め合った末にFLDSMDFRの遠隔操作装置を破壊。町の住人を置き去りにして逃げたが途中でサンドイッチの船を食べ尽くしてしまい、一人で海を漂流する羽目になるが、それでもなお唯一残った帆先でさえかじっていた。
アール
スワロー･フォールズの警察官。上半身は普通の制服だが下半身は短パンにスニーカーとスポーティな格好をしている。運動神経が抜群で、アクロバティックな動きを得意とする。普段は法に厳しいが、息子のカルを愛している。不穏な動きを察知すると何故か胸毛がうずく。フリントが発明品で失敗を繰り返していたため、フリントの行動に対して挙動不審になっていたが、FLDSMDFRの件を通じて少しずつ打ち解けていく。2ではフリントの行動に協力する。
カル
アールの息子。性格はかなりませているが、年相応に素直な面を持ち合わせている。当初はフリントをバカにしていたが、誕生日にアイスクリームの雪景色を貰ったことでフリントと打ち解ける。FLDSMDFRの登場でジャンクフードが大好物になってしまう。
ブレント・マクヘイル
スワロー･フォールズの町民。フリントとは同じ小学校での同級生で、フリントを｢ガリ勉｣とバカにしていじめていた。サーディンの缶詰に赤ちゃんの頃の写真が使われたことで町民からは人気者と言われており、パンツ一丁の裸姿は特に有名である。しかし、取り柄が唯一それだけで、過去の功績のみにすがっていたため、FLDSMDFRの件でフリントに人気者の座を奪われる。1のクライマックスで突然変異したローストチキンと戦うことで過去の自分と決別した。2ではフリントの行動に協力する。
スティーブ
フリントが飼っている猿で発明事業において助手を務める。猿の本音翻訳機を付けており、考えていることが言葉になって発声されるが、食べ物のことばかり考えている。興奮するほどガミィベア（くまさんグミ）が大好きだがフリントに禁止されている。子供っぽいやんちゃな性格で髭を抜きたがる癖がある。
マニー
サムと同様、ニューヨークのテレビ局に勤務するカメラマン。グアテマラからの移民で様々な職歴と技能を持ち、フライングカーの操縦技術でもフリントを上回る。2ではフリントの行動に協力する。
パトリック
サムが勤務するニューヨークのテレビ局が放送するニュース番組のキャスター。皮肉屋で何かとサムを小馬鹿にする発言をする。2では皮肉の矛先がフリントに移行している。
チェスター5世（第2作のみ）
リブコーの最高責任者でフリントが発明家を目指すきっかけを作った人物。多忙のあまり、自分のホログラムを作って出動させている。フリントの才能を認めて社員として受け入れた。本性は友達を否定する冷酷な人物で、かつてのフリントと同じく友達のいないいじめられっ子であったことが原因で今の人格になったと述懐している。FLDSMDFRを手中に収めるためにフリントを利用していた。FLDSMDFRを盗み出した後、生み出させたフード・アニマルや捕らえたサム達をフードバーの材料にしようとしたがフリントとスティーブに阻止される。最期は自分を裏切ったバーブにFLDSMDFRを奪還され、逃亡を図るがチーズパイダーに捕食され自分自身が食べられるという皮肉な最期を遂げた。（マニー曰く「後味が悪い」）
バーブ（第2作のみ）
チェスターVによって人間の脳を埋め込まれた雌のオランウータン。リブコーの科学者にしてチェスターVの側近。プライドが高い性格ゆえに「猿人類」を自称し、「サル」と呼ばれると不機嫌になる。彼女自身もチェスターVの手駒に過ぎず、彼に見切られたことで裏切り、フリント達に受け入れられた。

### 用語
スワロー･フォールズ
北アメリカ大陸の南東にある島に建つ港町。元々はサーディンで有名だったが｢ベイビー・ブレントサーディン缶詰会社｣が倒産し、町民がサーディンを処分することになったために景気の暗い町となっていたが、FLDSMDFRに興味を示したシェルボーンによって町のほとんどが改築され、町名もチュー･アンド･スワロー（訳すると噛んでゴックン）に改名された。
FLDSMDFR（フリズムドファー）
フリントが開発した、最も凄い発明品。Flint Lockwood Diatomic Super Mutating Dynamic Food Replicatorの略。名前に母音が無いため物凄く言いにくく、かつ人によって発音が変わる。コップ1杯分の水を上から入れて起動させることでマイクロ波が発生し、水の分子の遺伝子を変化させる。この分子が食べ物の形に組み立てられ、下から排出されるようになっている。また飲み物も生産できる。ただし稼動には大量の電力が必要である上、稼動し過ぎるとコントロールを乱し、巨大な食べ物を生産してしまう。
一度は暴走し、フリントに破壊寸前に追いやられたが壊れることなく再起動を果たした。再起動後はフード・アニマルを生産し、スワロー･フォールズのある島全体の生態系を支配した。
食べ物を生産する際、モニターに生産する食べ物のドット絵と英語名が表示され、食べ物の名前が発音される。
サーディン
いわゆるイワシ。かつてはサーディンを缶詰に詰めて大量生産する会社「ベイビー・ブレントサーディン（缶詰にブレント・マクヘイルの赤ちゃん時代の写真が使用されており、会社名にもブレントの名前が使われている）」が存在し、スワロー･フォールズにも缶詰工場が建設されていたが、凄く不味かったため、缶詰が売れなくなり会社は倒産。工場も閉鎖され、大量に残った缶詰はスワロー･フォールズの住民が食べて処分することとなった。
遠隔操作の装置
高空に滞空するFLDSMDFRを操作するためにフリントが開発した、アンテナとボタンの1セット。研究室のコンピューターから生産する食べ物や飲み物を入力し、ボタンを押すことでFLDSMDFRに情報が送信される。
スプレー･シューズ
靴紐問題を解決するため幼少時にフリントが発明したスプレー。粉状のバイオポリマーを噴き付けて即席の靴を作る。小学校でクラスメイトに披露したが、靴を脱ぐことまで考えていなかったため、皆にバカにされてしまう。いかなる方法でも外すことはできず、バイオポリマーは青年になった後もそのままになっている。
猿の本音翻訳機
フリントの発明品の1つ。バンドと(首かけの)おもちゃのセットで両方を付けることで付けた者が考えていることが言葉として発声される。人間にも使用可能。
フライングカー
フリントの発明品の1つ。名の通り空を飛ぶ車だが、最初に作った1号機は飛行に失敗している。後にFLDSMDFRの暴走を止めるためにウィングを付けた2号機を発明し、無事に飛行する。
フリントの研究室
フリントの自宅の庭に建てられたフリントのドーム型研究室。幼少の頃からあったが、フリントが青年の頃に改築され、大型化している。内部は本格仕様であるが内側の出入口にある扉はカーテンである。ガラクタのバスを繋げており、ここに設けたエレベーターで研究室の外に出る。
巨大ミートボール
暴走したFLDSMDFRが生み出した超巨大な球状の物体。大量の食べ物雲（食べ物を乗せた紫色の雲）がFLDSMDFRを中心に球状に固まったもので、上から水蒸気を吸い込み、下から食べ物雲を大量に排出している。表面や内部の空洞まで大小様々な食べ物が詰まっている。
Live CORP（リブコー）
チェスターVが創設した巨大企業。「君のアイデアで世界は変わるかな?」がフレーズで有能な科学者をスカウトしている。社員はパソコン付の個室で発明に取り組んでおり、エリート社員「頭脳飛行士」を目指している。
ちなみに「Live」は逆に読むと「Evil（イーヴィル=悪魔）」となる。
フードバー
リブコーが長年にわたって売り続けている食品で企業の資金源として欠かせないとなっている。実はFLDSMDFRから生み出された食べ物は本物より美味でチェスターVはFLDSMDFRでフード・アニマルを生産し、それをフードバーに変えようと目論んだ。
USO・USB
チェスターVがフリントに渡したUSBメモリ。FLDSMDFRを止めるための必需品だったが、実はFLDSMDFRをチェスターVが手中に収めるためのアイテムだった。原語ではBSUSB(BSは嘘の意)。
FLFJTPM（フリフジュトプム）
FLDSMDFRを探すためにフリントがスワロー･フォールズでの自分のラボから寄せ集めた材料で発明したヘルメット。照射されたレーザー光線が探しものの方向を表す。Flint Lockwood Food Jungle Topographical Pointing Machineの略。

### フード・アニマル
第2作に登場した生命体。FLDSMDFRが自力でプログラムを書き換えたことで食べ物のみが動物の形に組み合わさった。
- イチゴちゃん
- ピックルさん
- ミニョニオン
- チーズパイダー
- タコスワニ
- バナナダチョウ
- シュリンパンジー
- フラマンゴー
- デザートリー
- スイカダゾー
- ギューバリメロン
- キウィ
- ウミナス
- ヒツジマキ
- トマト
- ネギザウルス
- トドダンゴ
- バッファローフ
- ゼンゼンケーキ
- チュウチュウレモン
- ジャガカバ
- ヌマシュマロ
- キュウリカンチョウ
- モスキートースト
- バタフロッグ
- ネギ
- ウリボウズ
- アカカブー
- アップルパイソン

### 登場する食べ物･飲み物･調味料
- イワシ
- チーズバーガー
- 目玉焼き
- トースト
- オレンジジュース
- ベーコン
- 手羽先
- 豚肉
- ベーグル
- バナナ
- プレッツェル
- アイスクリームサンド
- ピザ
- 唐辛子
- シュリンプ
- ジェリービーンズ
- ホットドッグ
- ドーナツ
- ジャムパイ
- トウモロコシ
- アイスクリーム
- ゼリー
- ステーキ
- ナチョチーズ
- マシュマロ
- 塩
- 胡椒
- トマトソーススパゲッティ
- ミートボール
- セロリ
- ベイクドビーンズ
- イチゴ
- クリームパイ
- ラディッシュ
- スイカ
- マカロニ
- ホットケーキ
- バター
- メープルシロップ
- ピクルス
- サクランボ
- キャンディーコーン
- 巻き寿司
- BLTサンドイッチ
- コロッケ
- 豆のスープ
- トルティーヤ・チップス
- 油
- フライドポテト
- チーズ
- アスパラガス
- ローストチキン
- ピーナッツキャンディー
- マスタードソース
- 紅茶
- おみくじクッキー
- リコリス
- ガミィベア

### キャスト
| 役名                          | 原語版声優                                                    | 日本語吹替 |
| ----------------------------- | ------------------------------------------------------------- | --- |
| フリント・ロックウッド        | ビル・ヘイダー                                                | 梯篤司 |
| サム・スパークス              | アンナ・ファリス                                              | 甲斐田裕子 |
| ティム・ロックウッド          | ジェームズ・カーン                                            | 斎藤志郎 |
| スティーブ                    | ニール・パトリック・ハリス                                    | 庄司将之 |
| アール                        | ミスター・T（第1作） テリー・クルーズ（第2作）                | 森川智之 |
| ブレント・マクヘイル          | アンディ・サムバーグ                                          | 佐藤せつじ |
| マニー                        | ベンジャミン・ブラット                                        | 菅原正志 |
| カル                          | ボビー・J・トンプソン（第1作） カーマニ・グリフィン（第2作）  | 矢島晶子（第1作） 関根航（第2作） |
| 幼少期のフリント･ロックウッド | マックス・ニューワース（第1作） ブリジット・ホフマン（第2作） | 吉永拓斗（第1作） 小田恵大（第2作） |
| フランシス･ロックウッド       | ローレン・グレアム                                            | 湯屋敦子 |
| パトリック                    | アル・ロッカー                                                | 内田直哉 |
| シェルボーン                  | ブルース・キャンベル                                          | 石塚運昇 |
| チェスター5世                 | ウィル・フォート                                              | 梅津秀行 |
| バーブ                        | クリステン・シャール                                          | 雨蘭咲木子 |
| イチゴちゃん                  | コーディ・キャメロン                                          | 山口勝平 |
| ヌマシュマロ                  |                                                               | YU-KA、KARIN、P→★、NaNaHo、AO（TEMPURA KIDZ） |
| その他（第1作）               |                                                               | 青山穣、東條加那子、浦山迅、谷昌樹、田村聖子、田中晶子、嶋村侑、杉村憲司、中田隼人、中司ゆう花、永吉ユカ、影平隆一、久保智史、安達貴英、村山香月、深津智義 |
| その他（第2作）               |                                                               | よのひかり、増谷康紀、嶋田翔平、山本留里佳、林大地、野沢聡、栗田エリナ、関雄、玉木雅士、合田絵利、古館穂乃花、山崎智史、太田梨香子                         |

### スタッフ
- 原作：Judi Barrett、Ron Barrett
- 原案（第2作）：Christopher Miller、Phil Lord、Erica Rivinoja
- 第1作監督：Christopher Miller、Phil Lord
- 第2作監督：Cody Cameron、Kris Pearn
- 第1作脚本：Christopher Miller、Phil Lord
- 第2作脚本：John Francis Daley、Jonathan Goldstein、Erica Rivinoja
- 音楽：Mark Mothersbaugh
- 第1作エンディングテーマ：Miranda Cosgrove｢Raining Sunshine｣
- 第2作エンディングテーマ：Cody Simpson｢La Da Dee｣
- 製作総指揮：Yair Landau（第1作）、Christopher Miller（第2作）、Phil Lord（第2作）
- 製作：Pam Marsden、Kirk Bodyfelt（第2作）
- 製作会社：Sony Pictures Animation、Sony Pictures Imageworks
- 配給：Columbia Pictures、Sony Pictures Entertainment

### 日本語版制作スタッフ
- 演出：木村絵理子
- 翻訳：佐藤恵子
- スタジオ：東北新社
- 第1作エンディングテーマ：中川翔子｢rainbow forecast｣
- 第2作エンディングテーマ：TEMPURA KIDZ｢たべちゃいたいの｣
- 配給：ソニー・ピクチャーズ エンタテインメント